# Isocapnia mogila
Isocapnia mogila is een steenvlieg uit de familie Capniidae. De wetenschappelijke naam van de soort is voor het eerst geldig gepubliceerd in 1959 door Ricker.